# Avogadoria de Comùn
L’Avogadoria de Comùn (ou Avvogaria), terme vénitien qui se traduit littéralement en italien en avvocatura comunale (« Avocat communal »), était une institution de la république de Venise.
Bien que certains historiens font remonter sa création à 864, son existence n'apparait vraiment qu'en 1180 sous le doge Orio Mastropiero. Ses membres, appelés les Avogadori de Comùn, étaient chargés de s'occuper et de défendre les intérêts de la Commune Veneciarum, en fait, l'ensemble des familles patriciennes à la tête de la ville de Venise. Ils sont comparables à des avocats généraux.
Ils étaient trois en nombre et élus pour 16 mois par le sénat, puis confirmés par le Maggior Consiglio. En séance, l'avogador porta une toge violacée et une étole rouge.
Les Avogadori pouvait inspecter les comptes de camerlingues, poursuivre les violations des lois maritimes dénoncées par les membres d'équipage, enquêter sur les accusations de corruption émises contre les tribunaux ou sur les négligences des fonctionnaires, intentant des poursuites devant le Supremo Tribunale della Quarantia dans tous les cas où apparaissaient un préjudice envers les intérêts de la commune, et donc d'un manière globale sur l'oligarchie au pouvoir. À partir de 1400, ils pouvaient même amener devant la justice, le Doge. C'est aussi pourquoi les enfants et frères du Doge regnant ne pouvaient pas occuper cette charge.
Le rôle principal des  Avogadori était surtout la tutelle de la légalité constitutionnelle avec le pouvoir de suspendre les mesures anticonstitutionnelles (intromettere). Ils surveillaient attentivement le respect précis des lois par les conseillers et des différents organes de l'État vénitien. Ils pouvaient à leur tout être jugés pour négligence dans le cadre de leur fonction, ils étaient alors appelés devant la Quarantia.
Le devoir principal des avogadors était de faire observer les lois et de procéder vigoureusement contre ceux qui les violent; ainsi que de s'opposer à toutes les délibérations de tout autre magistrat. Ils estent où bon leur semble : à la Quarantie Criminelle, le Sénat ou le Grand Conseil. Ses causes sont prioritaires. Dans toute délibération du Sénat ou Grand Conseil, au moins un avogador doit intervenir, sous peine de nullité des résolutions. En Quarantie criminelle, l'avogador n'a pas de voix délibérative, car il est accusateur.

## Sources
- (it) Cet article est partiellement ou en totalité issu de l’article de Wikipédia en italien intitulé « Avogadoria de Comùn » (voir la liste des auteurs).